# إيموجن توماس
إيموجن ماري توماس (بالإنجليزية: Imogen Mary Thomas)‏ وهي ممثلة وعارضة أزياء ويلزية ولدت في يوم 29 نوفمبر 1982، إيموجن توماس هي ملكة جمال ويلز لسنة 2003، مثلت في مسلسل Big Brother في 2011، إيموجن توماس هي عشيقة لاعب كرة القدم الويلزي ريان غيغز.

## روابط خارجية
- إيموجن توماس على موقع IMDb (الإنجليزية)
- إيموجن توماس على موقع إن إن دي بي (الإنجليزية)